# روبن کوسیلاس
روبن کوسیلاس (انگلیسی: Rubén Cousillas؛ زادهٔ ۱۹ مهٔ ۱۹۵۷) بازیکن فوتبال اهل آرژانتین است.
از باشگاه‌هایی که در آن بازی کرده‌است می‌توان به باشگاه فوتبال ولز سارسفیلد، باشگاه فوتبال آرژانتینوس جونیورز، و باشگاه ورزشی سن لورنسو آلماگرو اشاره کرد.